# Per Georg Scheutz
Pehr Georg Scheutz (23 de septiembre de 1785 — 22 de mayo de 1873) fue un abogado, traductor e inventor sueco del siglo XIX. Es conocido principalmente por sus trabajos pioneros en informática.
Estudió derecho en la universidad de Lund, donde se graduó en 1805. Al principió trabajó como un experto legal y traductor (se encargó de parte de la obra de William Shakespeare). Posteriormente se centró principalmente en política e ingeniería industrial.
Scheutz es reconocido por sus invenciones, siendo la más destacada la máquina de cálculo de Scheutz. Esta máquina, basada en la máquina diferencial de Charles Babbage, fue ideada en 1837 y concluida en 1843 con la ayuda de su hijo Edvard Raphael Scheutz. Un modelo mejorado, aproximadamente del tamaño de un piano, fue creado en 1853 y mostrado posteriormente en la feria mundial de París de 1855 donde ganó la medalla de oro. La máquina fue luego vendida al gobierno británico en 1859. Ya en 1860 creó otra máquina que vendió a los Estados Unidos. Los dispositivos fueron utilizados para crear las tablas logarítmicas.
Puesto que la máquina no era perfecta y no podía producir tablas completas, Martin Wiberg la rediseñó por completo y en 1875 creó un dispositivo compacto que ya imprimía las tablas completa, este dispositivo era mejor.
- Datos: Q964243
- Multimedia: Per Georg Scheutz / Q964243